# 马来亚银行大厦 (吉隆坡)
马来亚银行大厦，是马来西亚吉隆坡的地标性摩天大楼，位于吉隆坡半山芭东部。该楼是马来亚银行的总部，也是马来亚银行钱币博物馆的所在地。1983年，马来西亚首相马哈迪·莫哈末为大厦主持奠基仪式。1988年完工后，于同年6月由马哈迪主持开幕。曾是亞洲第三高樓，僅次於萊佛士坊一號與63大廈。